# サンジャシント郡 (テキサス州)
サンジャシント郡（英: San Jacinto County）は、アメリカ合衆国テキサス州の東部に位置する郡である。2010年国勢調査での人口は26,384人であり、2000年の22,246人から18.6%増加した。郡庁所在地はコールドスプリング市（人口853人）であり、同郡で人口最大の都市はシェパード市（人口2,319人）である。
サンジャシント郡は、ヒューストン・シュガーランド・ベイタウン大都市圏に属している

## 地理
アメリカ合衆国国勢調査局に拠れば、郡域全面積は628平方マイル (1,626 km2)であり、このうち陸地571平方マイル (1,478 km2)、水域は57平方マイル (148 km2)で水域率は9.12%である。

### 主要高規格道路
- アメリカ国道59号線
- アメリカ国道190号線
- テキサス州道150号線
- テキサス州道156号線

### 隣接する郡
- トリニティー郡 - 北
- ポーク郡 - 北東
- リバティー郡 - 南東
- モンゴメリー郡 - 南西
- ウォーカー郡 - 北西

### 国立保護地域
- サム・ヒューストン国立の森（部分）

## 人口動態
以下は2000年国勢調査による人口統計データである。
| 基礎データ - 人口: 22,246人 - 世帯数: 8,651 世帯 - 家族数: 6,401 家族 - 人口密度: 15人/km2（39人/mi2） - 住居数: 11,520軒 - 住居密度: 8軒/km2（20軒/mi2） 人種別人口構成 - 白人: 83.64% - アフリカン・アメリカン: 12.64% - ネイティブ・アメリカン: 0.46% - アジア人: 0.28% - 太平洋諸島系: 0.07% - その他の人種: 1.63% - 混血: 1.28% - ヒスパニック・ラテン系: 4.87% 年齢別人口構成 - 18歳未満: 25.2% - 18-24歳: 7.4% - 25-44歳: 24.9% - 45-64歳: 26.6% - 65歳以上: 15.9% - 年齢の中央値: 40歳 - 性比（女性100人あたり男性の人口） - 総人口: 100.5 - 18歳以上: 97.4 | 世帯と家族（対世帯数） - 18歳未満の子供がいる: 30.0% - 結婚・同居している夫婦: 60.2% - 未婚・離婚・死別女性が世帯主: 9.7% - 非家族世帯: 26.0% - 単身世帯: 22.6% - 65歳以上の老人1人暮らし: 10.1% - 平均構成人数 - 世帯: 2.55人 - 家族: 2.98人 収入と家計 - 収入の中央値 - 世帯: 32,220米ドル - 家族: 37,781米ドル - 性別 - 男性: 34,614米ドル - 女性: 22,313米ドル - 人口1人あたり収入: 16,144米ドル - 貧困線以下 - 対人口: 18.8% - 対家族数: 15.1% - 18歳未満: 22.8% - 65歳以上: 17.6% |

## 都市と町
- コールドスプリング - 郡庁所在地
- ポイント・ブランク (テキサス州)（英語版）
- シェパード

### 未編入の町
- オークハースト

## 交通
現在計画中のトランス・テキサス・コリダーの TTC-69路線が郡内を通ることになる。

## 教育
サンジャシント郡の公共教育は下記の独立教育学区が管轄している。
- コールドスプリング・オークハースト統合独立教育学区
- シェパード独立教育学区
- クリーブランド独立教育学区（部分）
- ウィリス独立教育学区（部分）